# (2829) Bobhope
(2829) Bobhope est un astéroïde de la ceinture principale.

## Description
(2829) Bobhope est un astéroïde de la ceinture principale d'astéroïdes. Il fut découvert le 9 août 1948 à Johannesburg par Ernest Leonard Johnson. Il présente une orbite caractérisée par un demi-grand axe de 3,09 UA, une excentricité de 0,19 et une inclinaison de 14,3° par rapport à l'écliptique.

## Compléments